# Anders Jacobsson (borgmästare)
Anders Jacobsson, född omkring 1600, död 1673, var en svensk borgmästare.

## Biografi
Anders Jacobsson var son till borgmästaren Jakob i Linköping. Han blev som sin fader borgmästare vid Linköpings rådhusrätt. Anders Jacobsson avled 1673.
Anders Jacobsson fick sonen krigsrådet Isak Parmand (död 1714) i Stockholm. Barnen kallade sig Parmander.